# Blindwelle

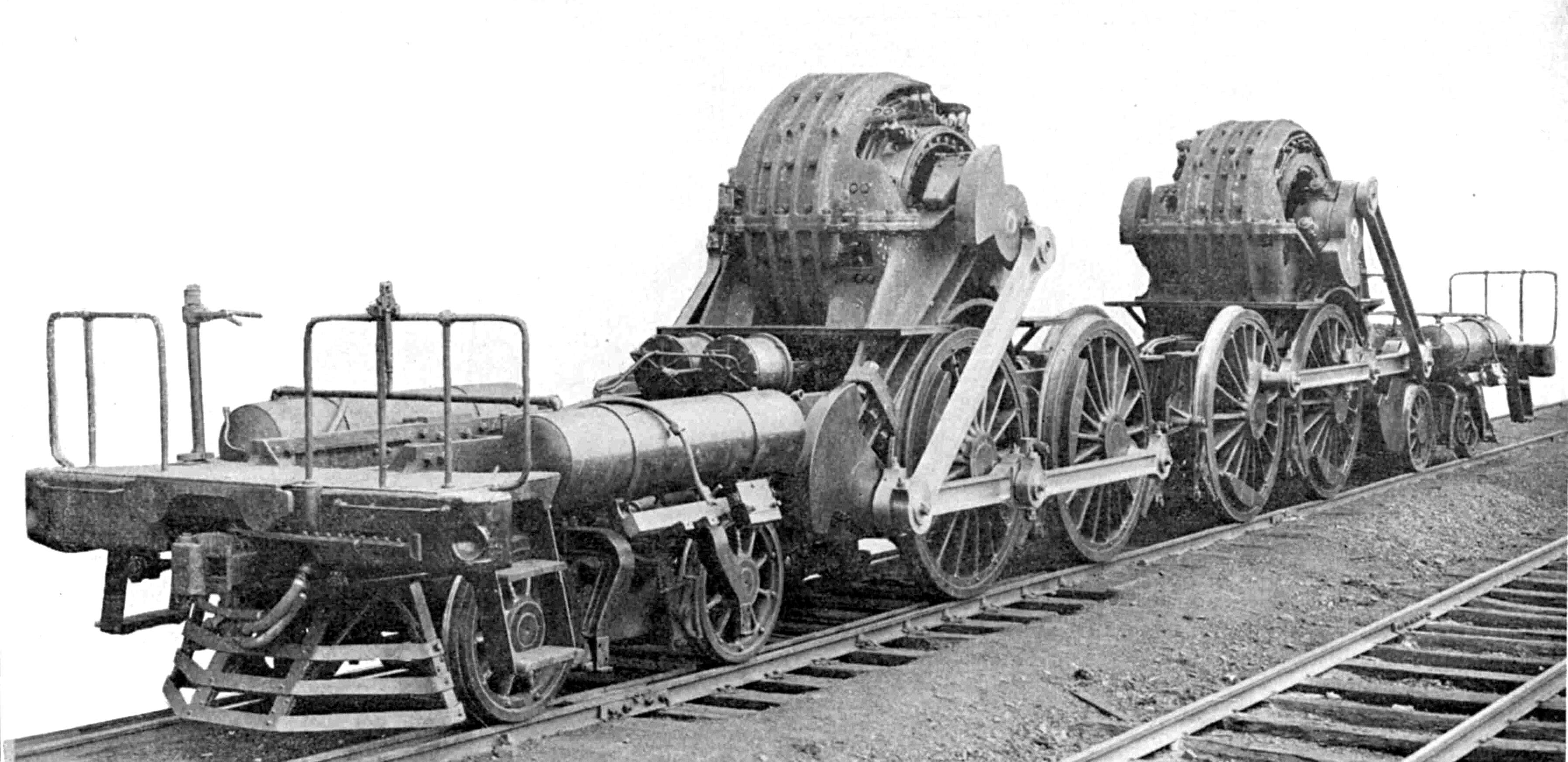
Blindwellenantrieb einer DD1 der Pennsylvania Railroad

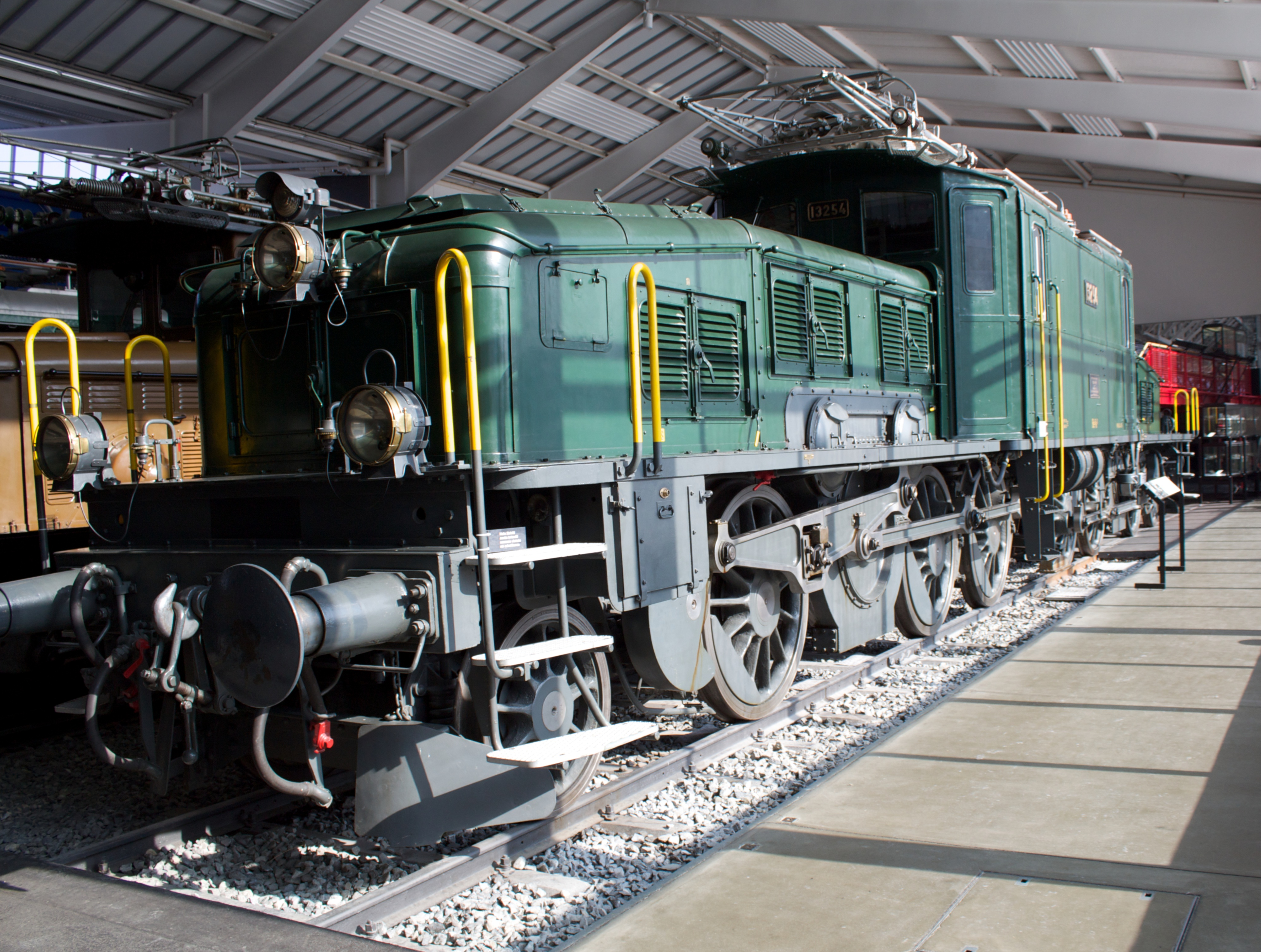
SBB Ce 6/8 II mit tief liegender Vorgelegewelle und sekundären Blindwellen (eine z. B. ganz vorne)

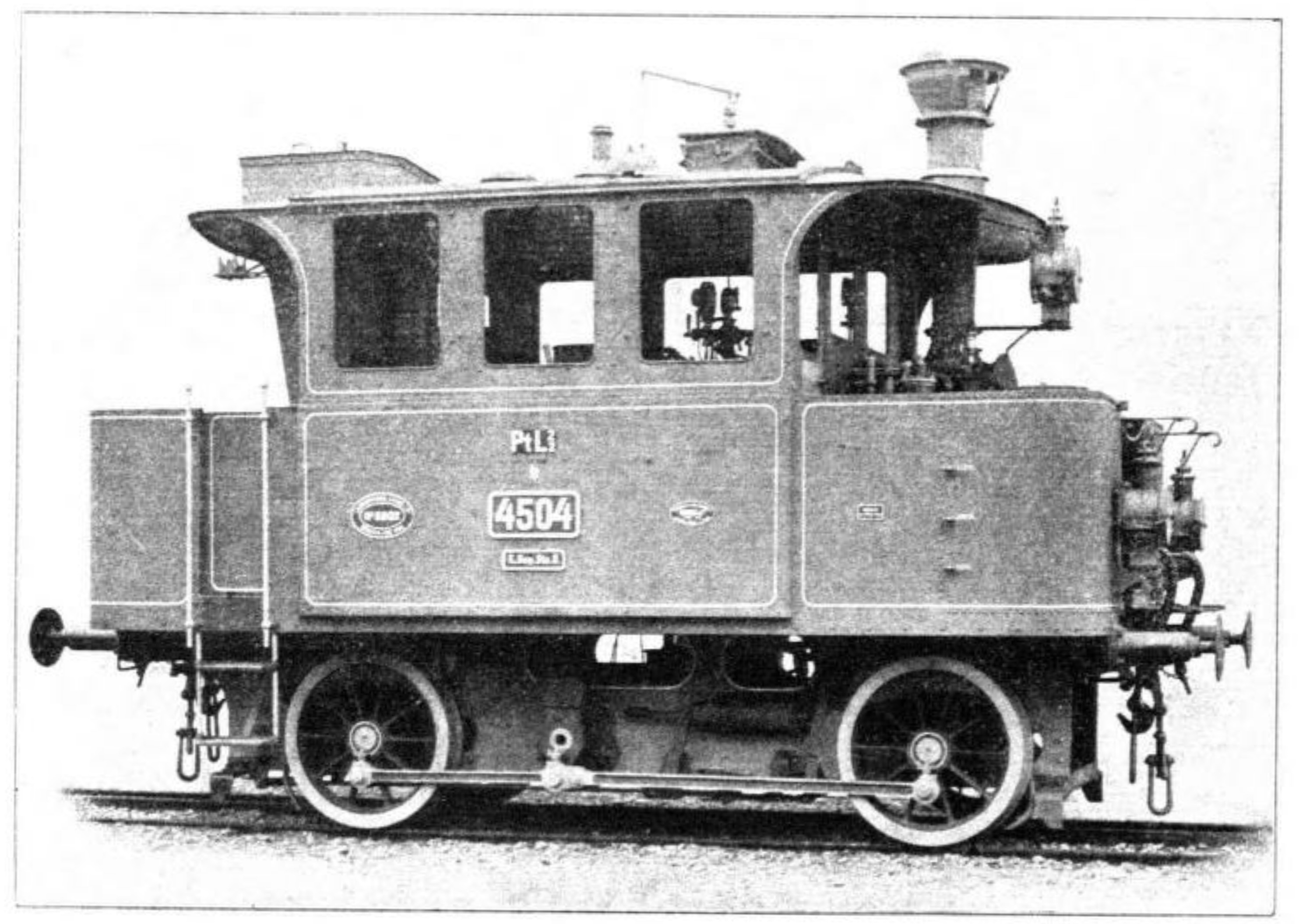
Bayerische PtL 2/2, eine Dampflokomotive mit Antrieb von einer Blindwelle aus

Die Blindwelle ist ein Zwischenglied im Stangenantrieb von Lokomotiven. Sie wurde in den Stangenantrieb der bis etwa 1940 gebauten Elektro- und Diesellokomotiven eingefügt, in der DB-Baureihe V 65 sogar bis 1956, weil deren Antriebsmaschinen im Unterschied zu den meisten Dampflokomotiven hoch im Fahrzeugaufbau eingebaut waren. Die Treibstange nahm dabei eine steile, fast senkrechte Lage ein. Sie konnte nicht direkt an den Treibradsatz angeschlossen werden, weil sie so die Federung des Fahrzeugaufbaus gestört und in den Strecklagen blockiert hätte. Der notwendige vertikale Bewegungsausgleich zwischen federndem Fahrzeugaufbau und Treibradsatz kann mit einem kleinen vertikalen Schwenken einer horizontal eingebauten Treibstange störungsfrei erfolgen. Die steile, primäre Treibstange wurde an die Kurbel einer im Fahrzeugaufbau, aber tief in Höhe der Treibradsätze gelagerten Blindwelle angeschlossen. Der Antrieb eines Treibradsatzes erfolgte mit horizontalen Treibstangen von der Blindwelle aus.
Bei Lokomotiven mit tief, auf Höhe der Treibradsätze, gelagerter Ausgangswelle des dem Fahrmotor folgenden Zahnradgetriebes wird diese sogenannte Vorgelegewelle oft auch Blindwelle genannt, wenn sie für einen Stangenantrieb benutzt wird. Bei einigen solchen Stangenantrieben mit relativ schweren horizontalen Treibstangen konnte jedoch trotzdem eine zusätzliche „reine“ Blindwelle für den Gewichtsausgleich nötig sein, wie es beispielsweise bei der Ce 6/8II der SBB der Fall war.
Bei Dampflokomotiven mit Stangenantrieb und Kolbendampfmaschine gab es in der Regel keine Blindwellen. Eines der wenigen Ausnahmen ist die Bayerische PtL 2/2. Ein Antrieb über Blindwellen kam aber auch bei einigen Dampfturbinenlokomotiven zur Anwendung, zum Beispiel bei den beiden Lokomotiven der DR-Baureihe T 18.10. Auch gab es Bauformen von Getriebelokomotiven mit Blindwellen.